# Rodri (calciatore 2003)
Rodri, pseudonimo di Rodrigo Alonso Martín (Castellón de la Plana, 4 gennaio 2003), è un calciatore spagnolo, centrocampista del Villarreal B.

## Carriera

### Club
Rodri è cresciuto nel settore giovanile del Villarreal che lo ha acquistato nel 2015 dal Castellón. Il 5 settembre 2021 ha debuttato con la squadra C nell'incontro vinto 1-0 contro il Callosa Deportiva ed il 9 gennaio dell'anno seguente ha esordito con il Villarreal B in Segunda División B. contro l'Algeciras.
In seguito alla promozione del club in Segunda División, il 3 settembre 2022 ha giocato il suo primo incontro professionistico scendendo in campo contro il Mirandés. 27 gennaio 2023 è stato ceduto in prestito all'Albacete fino al termine della stagione.

### Nazionale
Ha giocato nelle nazionali giovanili spagnole Under-16, Under-17 ed Under-19.

## Statistiche

### Presenze e reti nei club
Statistiche aggiornate al 3 maggio 2024.
| Stagione        | Squadra         | Campionato      | Campionato | Campionato | Coppe nazionali | Coppe nazionali | Coppe nazionali | Coppe continentali | Coppe continentali | Coppe continentali | Altre coppe | Altre coppe | Altre coppe | Totale | Totale | Totale |
| Stagione        | Squadra         | Comp            | Pres       | Reti       | Comp            | Pres            | Reti            | Comp               | Pres               | Reti               | Comp        | Pres        | Reti        | Pres   | Reti   |        |
| --------------- | --------------- | --------------- | ---------- | ---------- | --------------- | --------------- | --------------- | ------------------ | ------------------ | ------------------ | ----------- | ----------- | ----------- | ------ | ------ | ------ |
| 2021-2022       | Villarreal C    | SDR             | 31         | 0          |                 | -               | -               |                    | -                  | -                  |             | -           | -           | 31     | 0      |        |
| 2022-gen. 2023  | Villarreal C    | SF              | 3          | 0          |                 | -               | -               |                    | -                  | -                  |             | -           | -           | 3      | 0      |        |
| 2021-2022       | Villarreal B    | PDR             | 3          | 0          |                 | -               | -               |                    | -                  | -                  |             | -           | -           | 3      | 0      |        |
| 2022-gen. 2023  | Villarreal B    | SD              | 9          | 0          |                 | -               | -               |                    | -                  | -                  |             | -           | -           | 9      | 0      |        |
| gen.-giu. 2023  | Albacete        | SD              | 10         | 0          | CR              | 0               | 0               |                    | -                  | -                  |             | -           | -           | 10     | 0      |        |
| 2023-2024       | Villarreal B    | SD              | 31         | 0          |                 | -               | -               |                    | -                  | -                  |             | -           | -           | 31     | 0      |        |
| Totale carriera | Totale carriera | Totale carriera | 87         | 0          |                 | 0               | 0               |                    | -                  | -                  |             | -           | -           | 87     | 0      |        |